# Scyllarus mawsoni
Scyllarus mawsoni är en kräftdjursart som först beskrevs av Bage 1938.  Scyllarus mawsoni ingår i släktet Scyllarus och familjen Scyllaridae. Inga underarter finns listade i Catalogue of Life.